# Áine O’Gorman
Áine Marie O’Gorman (* 13. Mai 1989 in Wicklow) ist eine irische Fußballspielerin. Sie spielte mit Ausnahme eines kurzen Engagements beim englischen Verein Doncaster Belles LFC zumeist für irische Vereine, insbesondere den Peamount United FC. Von 2006 bis 2023 spielte sie für die A-Nationalmannschaft.

## Werdegang
O’Gorman spielte während ihrer Zeit am Sallynoggin College und Institute of Technology in Carlow für Stella Maris FC. Danach ging es zum Peamount United FC, für den sie mit kurzen Unterbrechungen spielte. So spielte sie von 2010 bis 2012 für die Doncaster Belles LFC in der FA Women’s Super League. Mit Peamount nahm sie an der UEFA Women’s Champions League 2011/12 teil, wo sie im  Sechzehntelfinale nach zwei Niederlagen gegen Paris Saint-Germain ausschieden.
2006 spielte sie als 16-Jährige beim Algarve-Cup 2006 erstmals für die  A-Nationalmannschaft. Für ein großes Turnier konnten sich die Irinnen nie qualifizieren. In der Qualifikation für die EM 2013 reichte es nur zum vorletzten Platz. Die Qualifikation für die WM 2015 schlossen die Irinnen als Dritte hinter Deutschland und Russland ab, wobei sie in allen zehn Spielen eingesetzt wurde. In der Qualifikation für die EM 2017 war sie mit fünf Toren in acht Spielen beste Torschützin ihrer Mannschaft. In der Qualifikation für die WM 2019 hatte sie noch drei Einsätze. Im September 2018 erklärte sie nach 100 Spielen ihren Rücktritt aus der Nationalmannschaft. Ihr 100. Länderspiel hatte sie am 12. Juni 2018 bestritten. Im Februar 2020 konnte sie aber wieder für die Nationalmannschaft reaktiviert werden. Sie wurde dann in den letzten fünf Spielen der Qualifikation für die EM 2022 eingesetzt. Durch eine 1:3-Niederlage am letzten Spieltag gegen Rekordeuropameister Deutschland wurden die Irinnen nur Gruppendritte und verpassten damit die Playoffs der schlechteren Gruppenzweiten.
In den ersten drei Spielen der Qualifikation für die WM 2023 wurde sie ebenfalls eingesetzt. Im Oktober 2022 qualifizierte sie sich mit ihrer Mannschaft durch einen 1:0-Sieg in den Play-Offs gegen die Nationalmannschaft Schottlands für die  Weltmeisterschaft 2023 und damit erstmals für ein großes Fußballturnier.
Im November 2022 wechselte sie zu den Shamrock Rovers.
Am 28. Juni 2023 wurde sie für den finalen WM-Kader nominiert. Bei der WM wurde sie nur im zweiten Gruppenspiel gegen Kanada eingesetzt. Als Gruppenletzte schieden die Irinnen nach der Vorrunde aus. Nach der WM beendete sie ihre Nationalmannschaftskarriere.